# Lily Newmark
Lily Newmark (Camberwell, 24 maggio 1994) è un'attrice e modella britannica, nota per aver interpretato Pym nella serie fantasy Cursed.

## Biografia
Nasce a Camberwell, nel South London, ed è la prima di cinque fratelli. Sua madre è un'artista, Lucy Keegan, mentre sua zia materna un'attrice, Rose Keegan.
Lily ha studiato a Sydenham fino all'età di dodici anni, età in cui si è spostata con la famiglia a Londra e ha cominciato a frequentare la Francis Holland School in Sloane Square; nonostante ciò la sua preferenza ricadrà sempre sulla prima scuola, ritenendola migliore. Si è diplomata nel 2016 in "Recitazione e Teatro Contemporaneo" alla East 15 Acting School.

## Carriera
Lily ha cominciato la sua carriera apparendo in film e video musicali indipendenti per artisti come DISCIPLΞS, Rejjie Snow e Real Lies. Viene poi ingaggiata dalla First Model Management e ha lavorato professionalmente per diversi anni come fashion model: di quest'ultimo campo fanno parte campagne pubblicitarie per Zandra Rhodes e Chanel, oltre che degli editoriali per Vice Magazine e Wonderland Magazine.
Nei suoi ultimi anni di studio alla scuola di recitazione venne scritturata per un ruolo ricorrente nella serie televisiva Emerald City della NBC. Successivamente ottenne il ruolo da protagonista nel film britannico indipendente Pin Cushion, per la quale si è aggiudicata una candidatura come miglior performance esordiente ai British Independent Film Awards. Per concludere ha recitato in altri ruoli di supporto in vari film e prodotti televisivi: Juliet, Naked (2018), Solo: A Star Wars Story (2018), Les Misérables (2019), Born a King (2019), Balance, Not Symmetry (2019), Sex Education (2019-2020), Cursed (2020), Misbehaviour (2020) e Temple (2019).

## Filmografia

### Attrice

#### Cinema
- Return of the Ghost, regia di Jason Wilcox (2014)
- Pin Cushion, regia di Deborah Haywood (2017)
- Juliet, Naked - Tutta un'altra musica (Juliet, Naked), regia di Jesse Peretz (2018)
- Solo: A Star Wars Story, regia di Ron Howard (2018)
- Dagenham, regia di Jo Morris (2018)
- Welcome to Mercy, regia di Tommy Bertelsen (2018)
- Born a King, regia di Agustí Villaronga (2019)
- How to Fake a War, regia di Rudolph Herzog (2019)
- Balance, Not Symmetry, regia di Jamie Adams (2019)
- Il concorso (Misbehaviour), regia di Philippa Lowthorpe (2020)
- A Brixton Tale, regia di Darragh Carey e Bertrand Desrochers (2021)

#### Televisione
- Emerald City – serie TV, 4 episodi (2017)
- Shortflix – serie TV, episodio 1x04 (2018)
- Les Misérables – serie TV, episodio 1x02 (2019)
- Temple – serie TV, 13 episodi (2019-2021)
- Sex Education – serie TV, 3 episodi (2019-2020)
- Cursed – serie TV, 9 episodi (2020)
- L'ispettore Dalgliesh (Dalgliesh) – serie TV, 2 episodi (2021)
- Lookwood & Co. – serie TV, episodio 1x01 (2023)
- You & Me – serie TV, 2 episodi (2023)
- Il problema dei 3 corpi (3 Body Problem) – serie TV, episodio 1x08 (2024)
- Un gentiluomo a Mosca (A Gentleman in Moscow) – serie TV, 5 episodi (2024)
- Alien: Pianeta Terra (Alien: Earth) –  serie TV, 8 episodi (2025)

#### Cortometraggi
- Morning After, regia di Nick Shaw (2012)
- Desire, regia di Leon Ockenden (2013)
- In Time. A Reflection on the End of our Youth, regia di Tom Elliott e Simon Reichel (2015)

## Riconoscimenti
- National Film Awards
  - 2018  – Candidatura alla miglior nuova promessa per Pin Cushion
- British Independent Film Awards
  - 2017 – Candidatura alla miglior nuova promessa per Pin Cushion

## Doppiatrici italiane
Nelle versioni in italiano delle opere in cui ha recitato, Lily Newmark è stata doppiata da:
- Veronica Puccio ne Il concorso[18], Juliet Nacked - Tutta un'altra musica[19]
- Lucrezia Marricchi in Cursed[20]
- Federica Russello in Sex Education[21]
- Ludovica Bebi ne Il problema dei 3 corpi[22]